# George Nowlan

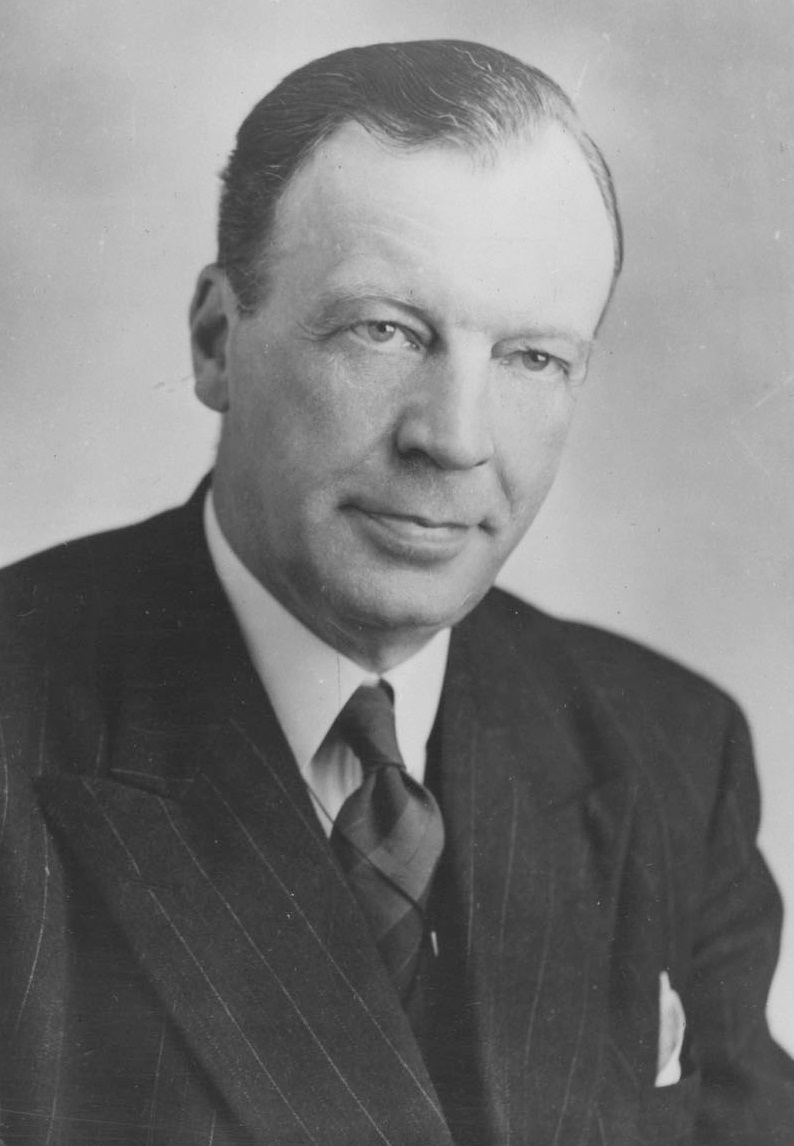
George Nowlan

George Clyde Nowlan PC QC (* 14. August 1898 in Havelock, Nova Scotia; † 31. Mai 1965) war ein kanadischer Rechtsanwalt und Politiker der Progressiv-konservativen Partei (PC), der 15 Jahre lang Mitglied des Unterhauses war. Zwischen 1957 und 1962 war er erst Minister für nationale Einkünfte sowie im Anschluss von 1962 bis 1963 Finanzminister und Schatzmeister im 18. kanadischen Kabinett von Premierminister John Diefenbaker.

## Leben
Nowlan trat während des Ersten Weltkrieges als Schütze in die Canadian Army ein und nahm an Kampfeinsätzen im Ausland teil. Danach absolvierte er zunächst ein grundständiges Studium an der Acadia University, welches er 1920 mit einem Bachelor of Arts (B.A.) abschloss. Ein postgraduales Studium der Rechtswissenschaften an der Dalhousie University beendete er mit einem Bachelor of Laws (LL.B.) und nahm danach eine Tätigkeit als Barrister auf. Für seine anwaltlichen Verdienste wurde er zum Kronanwalt (Queen’s Counsel) ernannt.
Mitte der 1920er Jahre begann er seine politische Laufbahn in der Provinz Nova Scotia, als er am 25. Juni 1925 als Kandidat der Progressive Conservative Association of Nova Scotia in das Abgeordnetenhaus von Nova Scotia gewählt wurde und dort bis zum 21. August 1933 den Wahlkreis Kings vertrat.
Bei einer Nachwahl im Wahlkreis Digby-Annapolis-Kings am 23. Dezember 1948 wurde Nowlan erstmals zum Abgeordneten des Unterhauses gewählt, verlor dieses Mandat jedoch bereits bei der folgenden Unterhauswahl am 27. Juni 1949. Bei einer weiteren Nachwahl in dem neugeschaffenen Wahlkreis Annapolis-Kings wurde er am 19. Juni 1950 jedoch wieder als Abgeordneter in das Unterhaus gewählt, dem er nunmehr bis zu seinem Tod am 31. Mai 1965 angehörte, wobei er seit der Wahl vom 10. August 1953 wieder den Wahlkreis Digby-Annapolis-Kings vertrat.
Während dieser Zeit fungierte er zwischen dem 17. April 1950 und dem 14. März 1954 als Präsident der Progressiv-konservativen Partei und war als solcher für die Geschäftsführung und die interne Organisation der Partei verantwortlich.
Am 21. Juni 1957 wurde Nowlan von Premierminister John Diefenbaker in das 18. kanadische Kabinett berufen und war dort zunächst Minister für nationale Einkünfte sowie anschließend vom 9. August 1962 bis zum Ende von Diefenbakers Amtszeit am 21. April 1963 Finanzminister und Schatzmeister.
Nach der Niederlage seiner Partei bei der Unterhauswahl vom 8. April 1963 fungierte er bis zu seinem Tod als finanzpolitischer Sprecher der oppositionellen PC-Fraktion.
Sei Sohn ist der Politiker John Patrick „Pat“ Nowlan, der bei einer Nachwahl am 8. November 1965 den Wahlkreis seines Vaters gewann und dem Unterhaus bis zu seiner Niederlage bei der Wahl vom 25. Oktober 1993 fast 28 Jahre lang angehörte und während dieser Zeit unter anderem vom 5. November 1984 bis zum 1. Oktober 1988 Vorsitzender des Ständigen Unterhausausschusses für Verkehr war.